# Fred Gamble

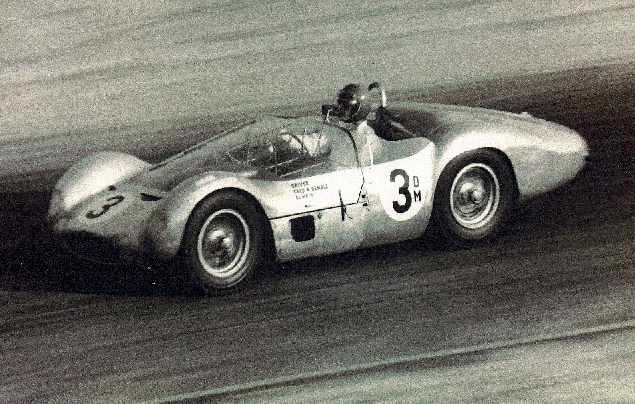
Gamble tijdens het nationaal kampioenschap in 1961

Fred Gamble (Pittsburgh (Pennsylvania), 17 maart 1932 – Honolulu (Hawaii), 30 maart 2024) was een Amerikaanse Formule 1-coureur uit de USA. Hij reed 1 Grand Prix, de Grand Prix van Italië van 1960 voor het team Porsche.
Gamble overleed op 30 maart 2024 op 92-jarige leeftijd.